# Ian Clarke (flûtiste)
Pour les articles homonymes, voir Ian Clarke (homonymie) et Clark.
Ian Clark  est un flûtiste et compositeur britannique né en février 1964.

## Biographie
Le père de Ian Clarke était chimiste et contrebassiste au National Youth Orchestra of Great Britain, sa mère donnait des cours privés de violoncelle et de piano. Ian Clarke commence la flûte à bec à 6 ans, le piano à  8 ans. Il étudie la flûte traversière en autodidacte à partir de 10 ans puis avec un professeur de clarinette à 16 ans. Il prend ensuite des cours privés de flûte avec Simon Hunt et Averylom Williams à la Guildhall School of Music and Drama.
Alors qu'il écoutait de la musique classique dans son enfance, au fil du temps, il s'intéresse de plus en plus à la musique rock. Clarke a enseigné les mathématiques pendant un an à la London School of Economics, mais a ensuite quitté l’université pendant un an pour se consacrer à la flûte en suivant les cours de Kate Lucas. Il a également formé un groupe de rock. Il a continué à temps partiel au Guildhall en donnant des cours particuliers. Il a par ailleurs terminé ses études de mathématiques pour lesquelles il a obtenu un diplôme avec mention en 1986.
Ian Clark et son groupe de rock « Diva Music » ont enregistré un album en 1987 intitulé « Environmental Images ». Une collaboration entre Clark et Simon Painter a permis à Diva Music d’être publié comme musique pour le cinéma et la télévision.
Depuis 2000, Ian Clark est professeur de flûte à la Guildhall School of Music and Drama. Il dirige des ateliers (master class)  à la Royal Academy of Music, à la Royal Scottish Academy, au Royal North College. of Music, au Royal Welsh College of Music and Drama et au Trinity College of Music.
Clark a fait ses débuts en 2001 en tant que soliste invité au Festival international de flûte de la National Flute Association (NFA) à Dallas. Il se produit en tant que soliste en Italie, au Brésil, en Slovénie, en Hongrie, aux Pays-Bas, également pour la British Flute Society (BFS)
.

## Compositions
Ses compositions pour flûte solo, flûte et piano, et pour chœur de flûtes font un usage intensif de techniques avancées telles que les effets de souffle, les micro-intervalles, les trilles timbraux, le chant et jeu simultanés, les multiphoniques. Il trouve des sources d'inspiration dans les flûtistes Ian Anderson, Jethro Tull, Robert Dick et le compositeur Karlheinz Stockhausen.

### Pour flûte seule
- Zoom Tube
- The Great Train Race
- Beverley

### Pour flûte et piano
- Orange Dawn
- The Mad Hatter
- Sunstreams & Sunday Morning
- Hypnosis
- Spiral Lament
- Touching the Ether (2008)
- Hatching Aliens (2008)
- Deep Blue

### Pour flûte solo et  CD
- T R K s
- Tuberama
- Within… (arrangé ensuite pour choeur de flûtes)

### pour 2 flûtes et piano
- maya

### pour 3 flûtes et piano
- Curves

### Pour chœur de flûtes
- Within…  pour 6 flûtes (2003)
- Walk Like This pour 4 flutes
- Zig Zag Zoo pour 4 flutes (2009)